# La ronca de oro
La ronca de oro, es una serie de televisión colombiana producida por CMO Producciones para Caracol Televisión en 2014. Está basada en algunos momentos de la vida de la cantante colombiana de ranchera, Helenita Vargas.
Protagonizada por Ana María Estupiñán y Majida Issa, personificando a Helenita Vargas en su adolescencia y adultez respectivamente,  Diego Cadavid y Laura García. Cuenta además con las actuaciones estelares de Laura García, Greeicy Rendón y Marcela Benjumea.

## Producción
Fueron casi cuatro meses consultando grabaciones de audio y vídeo de momentos muy personales, periódicos, entrevistando amigos y familiares de Helenita.
Otro de los grandes retos de La ronca de oro estuvo en la parte artística, pues está ambientada en los años 1950 y 1970. Por ello, el equipo grabó varias escenas en Buga, ciudad que conserva su arquitectura colonial. También en varias locaciones en Cali, el puente Ortiz y La Merced son algunos.

## Reparto
- Majida Issa como Sofía Helena Vargas Marulanda «Helenita»
- Ana María Estupiñán como Helenita de joven
- Laura García como Ana Julia Marulanda de Vargas
- Greeicy Rendón como Pilar Hincapié Vargas
- Diego Cadavid como Álvaro José Sálas
- Viviana Serna como Cecilia Hincapié
- Marianne Schaller como Clarissa de las Américas
- Leonardo Acosta como Germán Hincapié
- Johanna Morales como Samantha
- Marcela Benjumea como Estrella Ulloa
- Rashed Estefenn como Ernesto Loaiza
- Diana Neira como Maritza Rengifo (joven)
- Jimena Durán como Maritza Rengifo
- Alejandra Lara como Lucía
- José Narváez como Pepe Pardo
- Luis Fernando Montoya como Luis Vargas
- Valentina Jerez
- Abril Schreiber como Virginia Tafur (joven)
- Ángela Piedrahíta como Virginia Tafur
- Johan Martínez como Efraín Vargas Marulanda (joven)
- Alex Adames como Efraín Vargas Marulanda
- Astrid Ramírez como Belén de Vargas
- Mónica Pardo Vélez como Felicia Vargas Marulanda (joven)
- María Isabel Henao como Felicia Vargas Marulanda
- Santiago Gómez como Miguel Calle
- Juan Pablo Gamboa como Rubén De La Pava
- Didier van der Hove como Mauricio Guerra «Mauro»
- Mauro Mauad como Gregory Paz
- Yolanda Rayo como Graciela Arango de Tobón
- Gustavo Ramírez como Guido
- Mabel Moreno como Antonia Holguín
- Camilo Perdomo como Hernando «Nando»
- Ricardo Mejía como Hernando Vargas Marulanda
- Steven Salme como Diego Cruz
- Ernesto Ballén como Alberto Vargas «Beto»
- Roger Moreno como Andrés Alvarado
- Rubén Sanz como Jordi
- Alejandro Otero[10] como Enrique López
- Roberto Marín como Argemiro
- Ana María Jaraba
- Buster Rojas
- Alden Rojas[11]

## Banda sonora

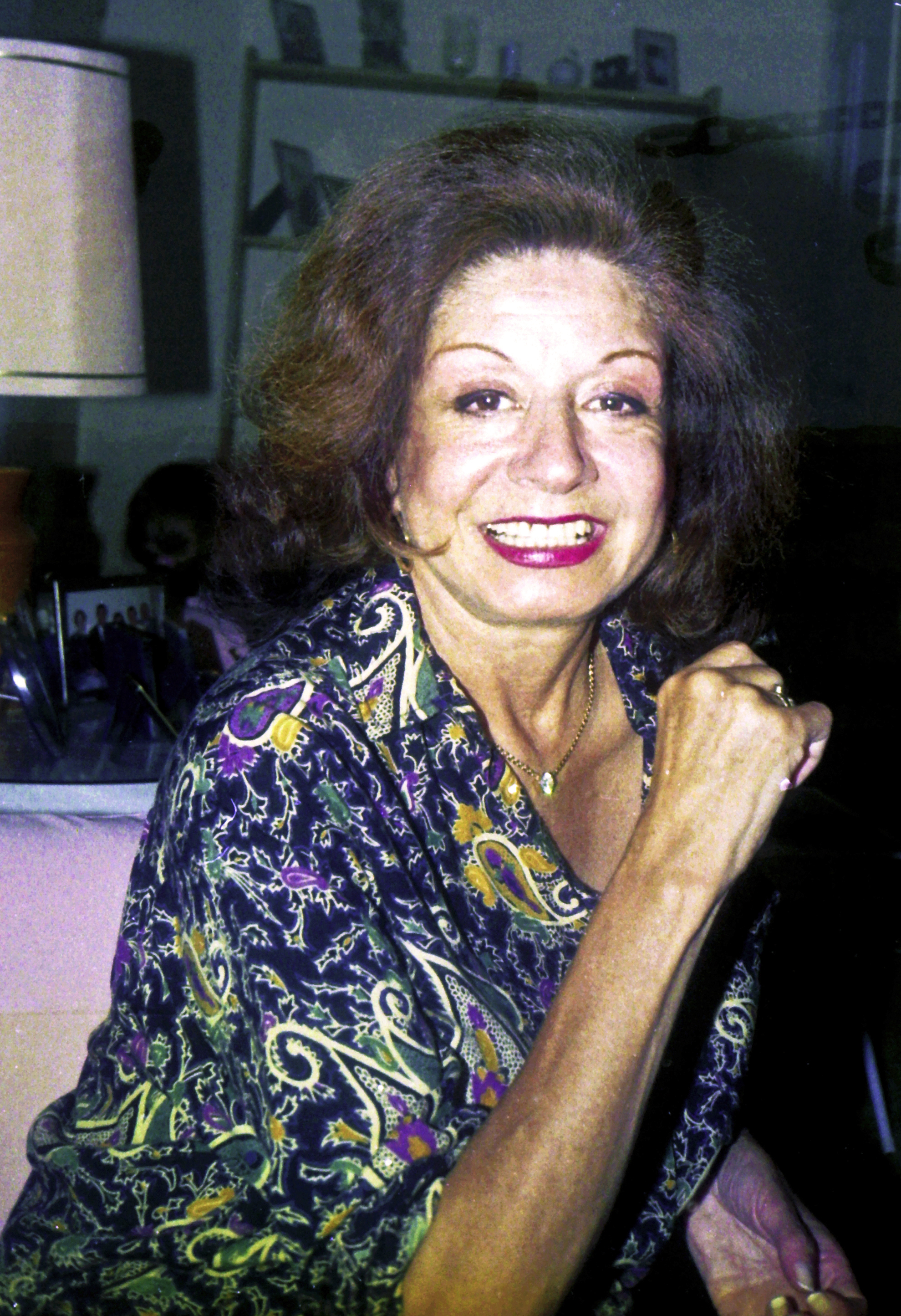
Helenita Vargas fue la autora de algunas de las canciones que se incluyen la serie.

| Canción                                   | Intérprete principal | Intérprete                      |
| ----------------------------------------- | -------------------- | ------------------------------- |
| «Señor»                                   | Helenita Vargas      | Ana María Estupiñán Majida Issa |
| «Canta, canta, canta»                     | Helenita Vargas      | Ana María Estupiñán             |
| «Qué bonito amor»                         | José Alfredo Jiménez | Ana María Estupiñán             |
| «Un mundo raro»                           | Rocío Dúrcal         | Ana María Estupiñán             |
| «Yo soy la aventurera» (versión femenina) | Pedro Fernández      | Ana María Estupiñán Majida Issa |
| «Deja que salga la luna»                  | Pedro Infante        | Ana María Estupiñán             |
| «Luz de luna»                             | Helenita Vargas      | Ana María Estupiñán             |
| «Amnesia»                                 | Helenita Vargas      | Majida Issa                     |
| «LLegando a ti»                           | José Alfredo Jiménez | Ana María Estupiñán Majida Issa |
| «Yo soy Helenita»                         | Helenita Vargas      | Majida Issa                     |
| «Yo trataba a un casado»                  | Helenita Vargas      | Majida Issa                     |
| «De carne y hueso»                        | Helenita Vargas      | Majida Issa                     |
| «Si nos dejan»                            | Luis Miguel          | Él mismo                        |
| «Estoy enamorada»                         | Helenita Vargas      | Ana María Estupiñán             |
| «Como te extraño mi amor»                 | Leo Dan              | Marianne Schaller               |
| «Compañero»                               | Helenita Vargas      | Majida Issa                     |
| «Espérame en el cielo»                    | Pedro Vargas         | Majida Issa                     |
| «De 7 a 9»                                | Vicente Fernández    | Majida Issa Marianne Schaller   |
| «Ni loca»                                 | Helenita Vargas      | Majida Issa Ana María Estupiñan |
| «No te pido más»                          | Helenita Vargas      | Majida Issa Ana María Estupiñan |

## Premios y nominaciones

### Premios Tvynovelas
| Año  | Categoría                            | Nominado | Resultado |
| ---- | ------------------------------------ | --- | --------- |
| 2015 | Mejor Serie/Serie Favorita           | Mejor Serie/Serie Favorita                                                                                       | Ganadora  |
| 2015 | Mejor actriz protagónica de serie    | Majida Issa | Nominada  |
| 2015 | Mejor actriz protagónica de serie    | Ana María Estupiñán                                                                                              | Nominada  |
| 2015 | Mejor actor protagónico de serie     | Diego Cadavid | Nominado  |
| 2015 | Mejor actriz antagónica de serie     | Laura García | Nominada  |
| 2015 | Mejor actriz antagónica de serie     | Marianne Schaller                                                                                                | Nominada  |
| 2015 | Mejor actor antagónico de serie      | Leonardo Acosta                                                                                                  | Nominado  |
| 2015 | Mejor actriz de reparto de serie     | Viviana Serna | Nominada  |
| 2015 | Mejor actor de reparto de serie      | Alex Adame | Nominado  |
| 2015 | Mejor libretista                     | Juan A Granados, Gerardo Pinzón, Andrés Guzmán, Manuel Cubas, Sandra Motato, Margarita Londoño y Janneth Pacheco | Nominado  |
| 2015 | Mejor director de telenovela o serie | Klych López y Liliana Bocanegra                                                                                  | Ganadores |
| 2015 | Mejor tema musical                   | Señor - Majida Issa Ana María Estupiñán                                                                          | Ganadora  |

### Premios India Catalina
| Año  | Categoría                                                | Receptor | Resultado |
| ---- | -------------------------------------------------------- | --- | --------- |
| 2015 | Mejor Telenovela o Serie                                 | Mejor Telenovela o Serie                                                                                         | Ganadora  |
| 2015 | Mejor actriz protagónica                                 | Majida Issa | Ganadora  |
| 2015 | Mejor actriz protagónica                                 | Ana María Estupiñán                                                                                              | Nominada  |
| 2015 | Mejor actor protagónico                                  | Diego Cadavid | Nominado  |
| 2015 | Mejor actriz antagónica de telenovela, serie o miniserie | Laura García | Ganadora  |
| 2015 | Mejor actor antagónico de telenovela, serie o miniserie  | Leonardo Acosta                                                                                                  | Ganador   |
| 2015 | Mejor director                                           | Klych López y Liliana Bocanegra                                                                                  | Nominados |
| 2015 | Mejor libreto                                            | Juan A Granados, Gerardo Pinzón, Andrés Guzmán, Manuel Cubas, Sandra Motato, Margarita Londoño y Janneth Pacheco | Nominados |
| 2015 | Mejor dirección de arte                                  | Diana Trujillo                                                                                                   | Nominada  |
| 2015 | Mejor edición                                            | Gerson Agular | Nominado  |
| 2015 | Mejor banda sonora                                       | Nicolás Uribe | Ganador   |

### Premios Talento Caracol
| Año  | Categoría                         | Nominado                                      | Resultado |
| ---- | --------------------------------- | --------------------------------------------- | --------- |
| 2015 | Mejor Serie o Novela              | Mejor Serie o Novela                          | Nominada  |
| 2015 | Mejor Actriz Protagónica          | Majida Issa                                   | Nominada  |
| 2015 | Mejor Actriz Protagónica          | Ana María Estupiñán                           | Nominada  |
| 2015 | Mejor Actor Protagónico           | Diego Cadavid                                 | Ganador   |
| 2015 | Mejor Actriz de Reparto           | Laura García                                  | Ganadora  |
| 2015 | Mejor Actriz de Reparto           | Marcela Benjumea                              | Nominada  |
| 2015 | Mejor Actriz de Reparto           | Greeicy Rendón                                | Nominada  |
| 2015 | Mejor Actor y/o Actriz Revelación | Ángela Piedrahíta                             | Nominada  |
| 2015 | Mejor Actriz Antagónica           | Marianne Schaller                             | Nominada  |
| 2015 | Mejor Actor Antagónico            | Leonardo Acosta                               | Ganador   |
| 2015 | Mejor Beso                        | Helena (Majida Issa) y Varito (Diego Cadavid) | Ganadores |
| 2015 | Momento más Emotivo               | Helena Canta para despedir                    | Ganador   |

## Versiones
- Tariqy: Esta versión de 2015 es la versión árabe de dicha novela, grabada en Dubái y transmitido en el Norte de África y parte de Asia. Emitida por la cadena Capital Broadcast Center en Egipto y por la señal de TV paga de OSN.[22]